# Campanula micrantha
Campanula micrantha là loài thực vật có hoa trong họ Hoa chuông. Loài này được Bertol. mô tả khoa học đầu tiên năm 1851.